# Llista de monuments del Baix Camp
Llista de monuments del Baix Camp inclosos en l'Inventari del Patrimoni Arquitectònic Català. Inclou els inscrits en el Registre de Béns Culturals d'Interès Nacional (BCIN) amb una classificació arquitectònica, els béns culturals d'interès local (BCIL) de caràcter immoble i la resta de béns arquitectònics integrants del patrimoni cultural català.

## L'Albiol
| Monument                                | Protecció   | Estil/època                               | Localització                                          | Coordenades                                          | Codi?         | Imatge |
| --------------------------------------- | ----------- | ----------------------------------------- | ----------------------------------------------------- | ---------------------------------------------------- | ------------- | --- |
| Castell de l'Albiol                     | BCIN 748-MH | Obra popular, romànic XIII-XVI, XII       | L'Albiol Dalt del turó del Castell                    | 41° 15′ 11″ N, 1° 05′ 19″ E / 41.253065°N,1.088738°E | RI-51-0006550 | Castell de l'Albiol · Vegeu més fotos d'aquest monument · Carregueu una nova foto d'aquest monument                           |
| Església parroquial de Sant Miquel      | BCIL 1982   | Obra popular XVII                         | L'Albiol Pl. de l'Església                            | 41° 15′ 07″ N, 1° 05′ 23″ E / 41.251980°N,1.089664°E | IPA-9357      | Església parroquial de Sant Miquel (l'Albiol) · Vegeu més fotos d'aquest monument · Carregueu una nova foto d'aquest monument |
| Capella de Santa Rosa de Bonretorn      |             | Historicisme XX                           | L'Albiol La Placeta, Bonretorn                        | 41° 14′ 44″ N, 1° 07′ 45″ E / 41.245439°N,1.129232°E | IPA-9360      | Capella de Santa Rosa de Bonretorn (l'Albiol) · Vegeu més fotos d'aquest monument · Carregueu una nova foto d'aquest monument |
| El Mas de l'Anguera                     |             | Obra popular Medieval, XVIII              | L'Albiol Partida del Mas de l'Anguera                 | 41° 13′ 57″ N, 1° 04′ 02″ E / 41.232580°N,1.067147°E | IPA-9361      | El Mas Anguera (l'Albiol) · Modifica el valor a Wikidata · Carregueu una nova foto d'aquest monument                          |
| El Mas de Galofré o el Mas del Pubillet |             | Obra popular, eclecticisme XVII-XVIII, XX | L'Albiol                                              | 41° 14′ 27″ N, 1° 05′ 58″ E / 41.240698°N,1.099367°E | IPA-9362      | Carregueu una nova foto d'aquest monument                                                                                     |
| Pou de gel de la Font Major             |             | Obra popular XVII                         | L'Albiol A la Font Major                              | 41° 14′ 53″ N, 1° 04′ 09″ E / 41.247995°N,1.069158°E | IPA-37147     | Pou de gel de la Font Major (l'Albiol) · Vegeu més fotos d'aquest monument · Carregueu una nova foto d'aquest monument        |
| Rentadors de l'Albiol                   | BCIL 2008   |                                           | L'Albiol Pl. de Sant Miquel                           | 41° 15′ 07″ N, 1° 05′ 21″ E / 41.251930°N,1.089035°E | IPA-38472     | Rentadors de l'Albiol · Vegeu més fotos d'aquest monument · Carregueu una nova foto d'aquest monument                         |
| Villa Urrutia o el Mas de Rútia         | BCIL 1982   | Modernisme XX (1913)                      | L'Albiol C. de l'Olivera, 50-52, les Masies Catalanes | 41° 14′ 14″ N, 1° 09′ 14″ E / 41.237089°N,1.153931°E | IPA-9358      | Villa Urrutia (l'Albiol) · Vegeu més fotos d'aquest monument · Carregueu una nova foto d'aquest monument                      |

## L'Aleixar
| Monument                                   | Protecció | Estil/època                 | Localització                                                                             | Coordenades                                          | Codi?     | Imatge |
| ------------------------------------------ | --------- | --------------------------- | ---------------------------------------------------------------------------------------- | ---------------------------------------------------- | --------- | --- |
| Església parroquial de Sant Martí          | BCIL 1982 | Barroc XVIII                | L'Aleixar Pl. de la Vila                                                                 | 41° 12′ 06″ N, 1° 02′ 45″ E / 41.201607°N,1.045884°E | IPA-9364  | Església parroquial de Sant Martí (l'Aleixar) · Vegeu més fotos d'aquest monument · Carregueu una nova foto d'aquest monument |
| Ermita de Sant Blai                        | BCIL 1982 | Obra popular XVII           | L'Aleixar Hort de Sant Blai                                                              | 41° 12′ 18″ N, 1° 02′ 34″ E / 41.205065°N,1.042786°E | IPA-9365  | Ermita de Sant Blai (l'Aleixar) · Vegeu més fotos d'aquest monument · Carregueu una nova foto d'aquest monument               |
| Torre Regina                               | BCIL 1982 | Obra popular Medieval, XVII | L'Aleixar                                                                                | 41° 12′ 52″ N, 1° 01′ 00″ E / 41.214322°N,1.016731°E | IPA-9366  | Torre Regina (l'Aleixar) · Vegeu més fotos d'aquest monument · Carregueu una nova foto d'aquest monument                      |
| El Mas de Salvià o el Mas de Barrot        | BCIL 1982 | Obra popular Medieval, XVI  | L'Aleixar                                                                                | 41° 11′ 44″ N, 1° 04′ 41″ E / 41.19561°N,1.07818°E   | IPA-9367  | Carregueu una nova foto d'aquest monument                                                                                     |
| Molí del Pigat                             |           | Obra popular XVII           | L'Aleixar Els Fiterals                                                                   | 41° 13′ 11″ N, 1° 02′ 14″ E / 41.219816°N,1.037127°E | IPA-9368  | Carregueu una nova foto d'aquest monument                                                                                     |
| Ermita de Sant Antoni de Pàdua             |           | Obra popular XVIII          | L'Aleixar Camí de Sant Antoni                                                            | 41° 12′ 07″ N, 1° 02′ 32″ E / 41.202075°N,1.042314°E | IPA-9369  | Ermita de Sant Antoni de Pàdua (l'Aleixar) · Vegeu més fotos d'aquest monument · Carregueu una nova foto d'aquest monument    |
| El Mas de Borbó o el Mas d'en Borbó        |           | Obra popular XIX            | L'Aleixar Partida de los Masos                                                           | 41° 13′ 00″ N, 1° 04′ 35″ E / 41.21667°N,1.07627°E   | IPA-9371  | El Mas de Borbó (l'Aleixar) · Vegeu més fotos d'aquest monument · Carregueu una nova foto d'aquest monument                   |
| Mas de Cercós                              |           | Obra popular Medieval, XVII | L'Aleixar Partida de les Fonts                                                           | 41° 11′ 49″ N, 1° 04′ 16″ E / 41.19681°N,1.07112°E   | IPA-9372  | Carregueu una nova foto d'aquest monument                                                                                     |
| Molí d'en Carletes, Molí del Jaume del Mas |           | Obra popular XVIII-XX       | L'Aleixar Riera de la Mussara                                                            | 41° 13′ 14″ N, 1° 02′ 07″ E / 41.220578°N,1.035396°E | IPA-19455 | Molí d'en Carletes (l'Aleixar) · Vegeu més fotos d'aquest monument · Carregueu una nova foto d'aquest monument                |
| Molí del Fernando de Dalt                  |           | Obra popular XVIII-XX       | L'Aleixar C. Muralla                                                                     | 41° 12′ 03″ N, 1° 02′ 51″ E / 41.200722°N,1.047466°E | IPA-19457 | Molí del Fernando de Dalt (l'Aleixar) · Vegeu més fotos d'aquest monument · Carregueu una nova foto d'aquest monument         |
| Molí del Fernando de Baix                  |           | Obra popular XVIII-XX       | L'Aleixar Sota el del Fernando de Dalt (sols hi queda la paret de contenció de la bassa) |                                                      | IPA-19456 | Carregueu una nova foto d'aquest monument                                                                                     |
| Molí nou del Grau                          |           | Obra popular XVIII-XX       | L'Aleixar A la dreta de la riera de la Musara, partida del Molí del Grau                 | 41° 11′ 59″ N, 1° 02′ 50″ E / 41.199642°N,1.047277°E | IPA-19458 | Carregueu una nova foto d'aquest monument                                                                                     |
| Molí vell del Grau                         |           | Obra popular XVIII-XX       | L'Aleixar Restes al costat del molí nou                                                  |                                                      | IPA-19459 | Carregueu una nova foto d'aquest monument                                                                                     |
| Molí del Palla o del Pàmies                |           | Obra popular XVIII-XX       | L'Aleixar A l'esquerra de la riera de la Musara                                          | 41° 11′ 04″ N, 1° 03′ 03″ E / 41.184341°N,1.050758°E | IPA-19460 | Carregueu una nova foto d'aquest monument                                                                                     |
| Molí del Pigat de Baix                     |           | Obra popular XVIII-XX       | L'Aleixar A la dreta de la riera de la Musara                                            |                                                      | IPA-19461 | Carregueu una nova foto d'aquest monument                                                                                     |
| Molí del Pigat de Dalt                     |           | Obra popular XVIII-XX       | L'Aleixar A la dreta de la riera de la Musara                                            |                                                      | IPA-19462 | Carregueu una nova foto d'aquest monument                                                                                     |
| Molí de la Roca                            |           | Obra popular XVIII-XX       | L'Aleixar A l'esquerra de la riera de la Musara, Cal Paraire                             | 41° 11′ 21″ N, 1° 02′ 59″ E / 41.189284°N,1.049720°E | IPA-19463 | Molí de la Roca (l'Aleixar) · Vegeu més fotos d'aquest monument · Carregueu una nova foto d'aquest monument                   |

## Alforja
| Monument                                    | Protecció   | Estil/època            | Localització                                      | Coordenades                                          | Codi?         | Imatge |
| ------------------------------------------- | ----------- | ---------------------- | ------------------------------------------------- | ---------------------------------------------------- | ------------- | --- |
| Castell d'Alforja, recinte emmurallat       | BCIN 768-MH | Obra popular Medieval  | Alforja C. de l'Hospital, c. Major                | 41° 12′ 33″ N, 0° 58′ 34″ E / 41.209038°N,0.976181°E | RI-51-0006565 | Castell d'Alforja · Vegeu més fotos d'aquest monument · Carregueu una nova foto d'aquest monument                                     |
| Església parroquial de Sant Miquel Arcàngel | BCIL 1982   | Barroc XVII            | Alforja Pl. de l'Església                         | 41° 12′ 36″ N, 0° 58′ 29″ E / 41.209936°N,0.974642°E | IPA-9374      | Església parroquial de Sant Miquel Arcàngel (Alforja) · Vegeu més fotos d'aquest monument · Carregueu una nova foto d'aquest monument |
| Santuari de la Mare de Déu de Puigcerver    | BCIL 1982   | Obra popular XVI-XVIII | Alforja Camí de Puigcerver                        | 41° 11′ 36″ N, 0° 56′ 11″ E / 41.193319°N,0.936369°E | IPA-9375      | Santuari de la Mare de Déu de Puigcerver (Alforja) · Vegeu més fotos d'aquest monument · Carregueu una nova foto d'aquest monument    |
| Ermita de Sant Antoni de Pàdua              | BCIL 1982   | Obra popular XVIII     | Alforja Urbanització Sant Antoni                  | 41° 12′ 24″ N, 0° 57′ 49″ E / 41.206646°N,0.963692°E | IPA-9376      | Ermita de Sant Antoni de Pàdua (Alforja) · Vegeu més fotos d'aquest monument · Carregueu una nova foto d'aquest monument              |
| Casa de Batllet o Cal Batllet               | BCIL 1982   | Obra popular XVI       | Alforja C. del Bolcador, 4-8                      | 41° 12′ 35″ N, 0° 58′ 29″ E / 41.209701°N,0.974661°E | IPA-9377      | Casa de Batllet (Alforja) · Vegeu més fotos d'aquest monument · Carregueu una nova foto d'aquest monument                             |
| Casa de Bató o Cal Bató, Cal Mariner        | BCIL 1982   | Obra popular XVIII-XIX | Alforja Pl. de Dalt, 1                            | 41° 12′ 37″ N, 0° 58′ 29″ E / 41.210244°N,0.974690°E | IPA-9378      | Casa de Bató (Alforja) · Vegeu més fotos d'aquest monument · Carregueu una nova foto d'aquest monument                                |
| Casa dels Amics d'Alforja                   |             | Obra popular XVIII     | Alforja Pl. de Dalt, 10                           | 41° 12′ 37″ N, 0° 58′ 30″ E / 41.210183°N,0.974997°E | IPA-9379      | Casa dels Amics d'Alforja · Vegeu més fotos d'aquest monument · Carregueu una nova foto d'aquest monument                             |
| Mas d'en Mestres                            |             | Obra popular XVI, XVII | Alforja Partida del Mas d'en Mestres              | 41° 11′ 02″ N, 0° 54′ 46″ E / 41.183845°N,0.912891°E | IPA-9380      | Mas d'en Mestres (Alforja) · Vegeu més fotos d'aquest monument · Carregueu una nova foto d'aquest monument                            |
| Nevera del Mas d'en Paí                     |             | Obra popular XIX-XX    | Alforja Adossada al mas d'en Paí, a les Obagues   | 41° 12′ 23″ N, 0° 57′ 36″ E / 41.206486°N,0.960053°E | IPA-37146     | Nevera del Mas d'en Paí (Alforja) · Vegeu més fotos d'aquest monument · Carregueu una nova foto d'aquest monument                     |
| Nevera del Ginoteta                         |             | Obra popular XIX-XX    | Alforja Tocant al mas del Ginoteta, a les Obagues | 41° 12′ 35″ N, 0° 57′ 48″ E / 41.209816°N,0.963241°E | IPA-37148     | Nevera del Ginoteta (Alforja) · Vegeu més fotos d'aquest monument · Carregueu una nova foto d'aquest monument                         |
| Centre històric d'Alforja                   | BCIL 1982   | Obra popular Medieval  | Alforja C. Major                                  | 41° 12′ 38″ N, 0° 58′ 29″ E / 41.210474°N,0.974645°E | IPA-39989     | Centre històric d'Alforja · Vegeu més fotos d'aquest monument · Carregueu una nova foto d'aquest monument                             |
| Bòbila de la Mata, Rajoleria Mas de la Mata |             | Obra popular XX        | Alforja Bòbila la Mata                            | 41° 11′ 39″ N, 0° 59′ 52″ E / 41.194177°N,0.997821°E | IPA-43754     | Bòbila de la Mata (Alforja) · Vegeu més fotos d'aquest monument · Carregueu una nova foto d'aquest monument                           |
| Molí Nou                                    |             | Obra popular           | Alforja Riera de l'Alforja, los Molinassos        | 41° 12′ 26″ N, 0° 59′ 05″ E / 41.207253°N,0.984643°E | IPA-43789     | Carregueu una nova foto d'aquest monument                                                                                             |
| Molí Vell                                   |             | Obra popular           | Alforja Riera de l'Alforja, los Molinassos        | 41° 12′ 30″ N, 0° 58′ 34″ E / 41.208453°N,0.976070°E | IPA-43791     | Carregueu una nova foto d'aquest monument                                                                                             |

## Almoster
Vegeu la llista de monuments d'Almoster

## Arbolí
| Monument                                                  | Protecció   | Estil/època              | Localització                                 | Coordenades                                          | Codi?         | Imatge |
| --------------------------------------------------------- | ----------- | ------------------------ | -------------------------------------------- | ---------------------------------------------------- | ------------- | --- |
| Torre dels Moros, del bosc de la Perxa o torre del Manuel | BCIN 810-MH | Obra popular XIII-XIV    | Arbolí El Gorguet                            | 41° 15′ 31″ N, 0° 58′ 21″ E / 41.258501°N,0.972593°E | RI-51-0006576 | Carregueu una nova foto d'aquest monument                                                                           |
| Ermita de Sant Pau                                        | BCIL 1982   | Obra popular XIII        | Arbolí Dalt dels Cinglalls                   | 41° 14′ 38″ N, 0° 56′ 46″ E / 41.243954°N,0.946069°E | IPA-9388      | Ermita de Sant Pau (Arbolí) · Vegeu més fotos d'aquest monument · Carregueu una nova foto d'aquest monument         |
| Església de Sant Andreu                                   | BCIL 1982   | Barroc XVII-XVIII        | Arbolí Pl. de l'Església                     | 41° 14′ 33″ N, 0° 56′ 55″ E / 41.24245°N,0.94865°E   | IPA-9389      | Església de Sant Andreu (Arbolí) · Vegeu més fotos d'aquest monument · Carregueu una nova foto d'aquest monument    |
| Cal Roig                                                  |             | Obra popular XVII        | Arbolí C. de la Font, 5                      | 41° 14′ 32″ N, 0° 56′ 56″ E / 41.24226°N,0.94891°E   | IPA-9390      | Cal Roig (Arbolí) · Vegeu més fotos d'aquest monument · Carregueu una nova foto d'aquest monument                   |
| Ca l'Arrel                                                |             | Obra popular Medieval    | Arbolí C. Major, 10                          | 41° 14′ 32″ N, 0° 56′ 54″ E / 41.242116°N,0.94837°E  | IPA-9391      | Ca l'Arrel (Arbolí) · Vegeu més fotos d'aquest monument · Carregueu una nova foto d'aquest monument                 |
| La Font i els Rentadors, el Safareig                      |             | Obra popular             | Arbolí Pl. de la Font                        | 41° 14′ 34″ N, 0° 56′ 58″ E / 41.24265°N,0.94944°E   | IPA-9392      | La Font i els Rentadors (Arbolí) · Vegeu més fotos d'aquest monument · Carregueu una nova foto d'aquest monument    |
| Cal Tajonell o Cal Sant Pau                               |             | Obra popular             | Arbolí C. dels Trinquets, 16                 | 41° 14′ 33″ N, 0° 56′ 57″ E / 41.242454°N,0.949103°E | IPA-9393      | Carregueu una nova foto d'aquest monument                                                                           |
| Pont a l'entrada del poble                                |             |                          | Arbolí Ctra. TV-7012, km 0                   | 41° 14′ 33″ N, 0° 56′ 58″ E / 41.242400°N,0.949407°E | IPA-36864     | Pont a l'entrada del poble (Arbolí) · Vegeu més fotos d'aquest monument · Carregueu una nova foto d'aquest monument |
| Nevera del Mas del Susagno, nevera del Mas del Sord       |             | Obra popular XVIII-XX    | Arbolí Les Cingles                           | 41° 13′ 52″ N, 0° 57′ 54″ E / 41.231037°N,0.964918°E | IPA-37153     | Carregueu una nova foto d'aquest monument                                                                           |
| Centre històric d'Arbolí                                  | BCIL 1982   | Obra popular Medieval-XX | Arbolí C. Major i c. de la Font              | 41° 14′ 32″ N, 0° 56′ 55″ E / 41.242269°N,0.948712°E | IPA-39991     | Centre històric d'Arbolí · Vegeu més fotos d'aquest monument · Carregueu una nova foto d'aquest monument            |
| Molí de la Casada                                         |             | Obra popular XIX-XX      | Arbolí dreta del riu Arbolí                  | 41° 14′ 11″ N, 0° 56′ 02″ E / 41.236282°N,0.933890°E | IPA-43744     | Carregueu una nova foto d'aquest monument                                                                           |
| Molí d'en Pau                                             |             | Obra popular XIX-XX      | Arbolí Pla del Pòlit, dreta del riu d'Arbolí | 41° 13′ 49″ N, 0° 54′ 45″ E / 41.230332°N,0.912613°E | IPA-43746     | Carregueu una nova foto d'aquest monument                                                                           |
| Molí del Racó                                             |             | Obra popular XIX-XX      | Arbolí Dreta del riu d'Arbolí                | 41° 14′ 06″ N, 0° 55′ 37″ E / 41.235094°N,0.926893°E | IPA-43748     | Carregueu una nova foto d'aquest monument                                                                           |

## L'Argentera
| Monument                             | Protecció | Estil/època                | Localització                                   | Coordenades                                          | Codi?     | Imatge |
| ------------------------------------ | --------- | -------------------------- | ---------------------------------------------- | ---------------------------------------------------- | --------- | --- |
| Església parroquial de Sant Bartomeu |           | Barroc, obra popular XVIII | L'Argentera Pl. de l'Església, 1               | 41° 08′ 15″ N, 0° 54′ 34″ E / 41.137465°N,0.909466°E | IPA-9395  | Església parroquial de Sant Bartomeu (l'Argentera) · Vegeu més fotos d'aquest monument · Carregueu una nova foto d'aquest monument |
| Molí del Molinet                     |           | Obra popular XIX-XX        | L'Argentera Barranc de l'Argentera, lo Molinet | 41° 08′ 20″ N, 0° 54′ 47″ E / 41.138915°N,0.913145°E | IPA-43788 | Carregueu una nova foto d'aquest monument                                                                                          |

## Les Borges del Camp
| Monument                                                | Protecció | Estil/època                                                  | Localització                                                                                     | Coordenades                                          | Codi?     | Imatge |
| ------------------------------------------------------- | --------- | ------------------------------------------------------------ | ------------------------------------------------------------------------------------------------ | ---------------------------------------------------- | --------- | --- |
| Església parroquial de Santa Maria Assumpta             | BCIL 2009 | Barroc XVIII                                                 | Les Borges del Camp Pl. de l'Església, 6                                                         | 41° 10′ 20″ N, 1° 01′ 10″ E / 41.1722°N,1.019384°E   | IPA-9397  | Església parroquial de Santa Maria Assumpta (les Borges del Camp) · Vegeu més fotos d'aquest monument · Carregueu una nova foto d'aquest monument |
| Santuari de la Mare de Déu de la Riera                  | BCIL 2009 | Modernisme Francesc d'A. Berenguer i Mestre XX (1904 i 1954) | Les Borges del Camp Camí de l'Ermita                                                             | 41° 10′ 31″ N, 1° 00′ 37″ E / 41.175139°N,1.010278°E | IPA-9398  | Santuari de la Mare de Déu de la Riera (les Borges del Camp) · Vegeu més fotos d'aquest monument · Carregueu una nova foto d'aquest monument      |
| Mas d'en Comte, Mas de Terrats, Mas Blau o Mas de Potau | BCIL 2009 | Eclecticisme XX (1921)                                       | Les Borges del Camp Ctra. C-242 d'Alforja, km 63,2                                               | 41° 11′ 12″ N, 1° 00′ 11″ E / 41.186693°N,1.003175°E | IPA-9399  | Mas d'en Comte (les Borges del Camp) · Vegeu més fotos d'aquest monument · Carregueu una nova foto d'aquest monument                              |
| Torre Sans                                              | BCIL 2009 | Modernisme, eclecticisme XX (1911)                           | Les Borges del Camp Av. de la Senyora Magdalena Martorell, 98                                    | 41° 10′ 10″ N, 1° 01′ 18″ E / 41.169424°N,1.021602°E | IPA-9400  | Torre Sans (les Borges del Camp) · Vegeu més fotos d'aquest monument · Carregueu una nova foto d'aquest monument                                  |
| Mas de les Torres o Mas del Llibreter                   |           | Obra popular XIX                                             | Les Borges del Camp Partida de les Torres                                                        | 41° 09′ 38″ N, 1° 01′ 22″ E / 41.160600°N,1.022640°E | IPA-9401  | Mas de les Torres (les Borges del Camp) · Vegeu més fotos d'aquest monument · Carregueu una nova foto d'aquest monument                           |
| Cal Noi                                                 |           | Obra popular XVI                                             | Les Borges del Camp Pl. Sant Antoni, 1                                                           | 41° 10′ 21″ N, 1° 01′ 11″ E / 41.1725°N,1.01978°E    | IPA-9402  | Cal Noi (les Borges del Camp) · Vegeu més fotos d'aquest monument · Carregueu una nova foto d'aquest monument                                     |
| Torre dels Moros                                        |           | Obra popular XVI                                             | Les Borges del Camp Partida de les Torres                                                        | 41° 09′ 30″ N, 1° 01′ 23″ E / 41.158427°N,1.023003°E | IPA-9403  | Torre dels Moros (les Borges del Camp) · Vegeu més fotos d'aquest monument · Carregueu una nova foto d'aquest monument                            |
| Creu de terme o La Creueta                              |           | Obra popular XX                                              | Les Borges del Camp Intersecció c. Verge de la Riera, baixada de la Creueta i camí de la Creueta | 41° 10′ 14″ N, 1° 01′ 13″ E / 41.170679°N,1.020363°E | IPA-30733 | Creu de terme (les Borges del Camp) · Vegeu més fotos d'aquest monument · Carregueu una nova foto d'aquest monument                               |
| Cal Dasca o Ca l'Americano                              |           | Obra popular XVIII                                           | Les Borges del Camp C. Catalunya, 17                                                             | 41° 10′ 17″ N, 1° 01′ 15″ E / 41.171258°N,1.020836°E | IPA-30926 | Cal Dasca (les Borges del Camp) · Vegeu més fotos d'aquest monument · Carregueu una nova foto d'aquest monument                                   |
| Cementiri                                               | BCIL 2009 | Obra popular XIX                                             | Les Borges del Camp Camí del Cementiri                                                           | 41° 10′ 39″ N, 1° 01′ 16″ E / 41.177596°N,1.021003°E | IPA-39998 | Cementiri (les Borges del Camp) · Vegeu més fotos d'aquest monument · Carregueu una nova foto d'aquest monument                                   |
| El Pont de Ferro                                        | BCIL 2009 | Arquitectura del ferro XIX                                   | Les Borges del Camp C. de les Comunicacions                                                      | 41° 09′ 59″ N, 1° 01′ 21″ E / 41.166470°N,1.022610°E | IPA-39999 | El Pont de Ferro (les Borges del Camp) · Vegeu més fotos d'aquest monument · Carregueu una nova foto d'aquest monument                            |
| Dipòsits d'aigua de les Borges del Camp                 | BCIL 2009 | Obra popular XX                                              | Les Borges del Camp Entre el pont de Ferro i el pont de la Cotxeria, al costat de la via         | 41° 10′ 01″ N, 1° 01′ 26″ E / 41.166846°N,1.023962°E | IPA-40000 | Dipòsits d'aigua de les Borges del Camp · Vegeu més fotos d'aquest monument · Carregueu una nova foto d'aquest monument                           |
| Centre històric de les Borges del Camp                  | BCIL 2009 | Obra popular XII-XX                                          | Les Borges del Camp C. Major                                                                     | 41° 10′ 19″ N, 1° 01′ 12″ E / 41.172082°N,1.020014°E | IPA-40056 | Centre històric de les Borges del Camp · Vegeu més fotos d'aquest monument · Carregueu una nova foto d'aquest monument                            |

## Botarell
| Monument                                          | Protecció | Estil/època                              | Localització                      | Coordenades                                          | Codi?     | Imatge |
| ------------------------------------------------- | --------- | ---------------------------------------- | --------------------------------- | ---------------------------------------------------- | --------- | --- |
| Església parroquial de Sant Llorenç               | BCIL 2008 | Barroc XVII-XVIII                        | Botarell Pl. de l'Església, 5     | 41° 08′ 10″ N, 0° 59′ 23″ E / 41.136243°N,0.989756°E | IPA-9405  | Església parroquial de Sant Llorenç (Botarell) · Vegeu més fotos d'aquest monument · Carregueu una nova foto d'aquest monument |
| Mas d'en Giol                                     | BCIL 2008 | Obra popular Medieval, XVI               | Botarell Els Tascals              | 41° 09′ 34″ N, 1° 00′ 55″ E / 41.159515°N,1.015198°E | IPA-9407  | Mas d'en Giol (Botarell) · Vegeu més fotos d'aquest monument · Carregueu una nova foto d'aquest monument                       |
| Mas d'en Duran                                    | BCIL 2008 | Obra popular Medieval, XVIII             | Botarell Els Tascals              | 41° 09′ 16″ N, 0° 59′ 51″ E / 41.15448°N,0.997638°E  | IPA-9408  | Mas d'en Duran (Botarell) · Vegeu més fotos d'aquest monument · Carregueu una nova foto d'aquest monument                      |
| Mas d'en Vernis, Mas del Diumenge o Mas del Molló | BCIL 2008 | Obra popular Medieval, XVII              | Botarell Partida dels Domenges    | 41° 10′ 00″ N, 1° 00′ 17″ E / 41.166705°N,1.004608°E | IPA-9409  | Mas d'en Vernis (Botarell) · Vegeu més fotos d'aquest monument · Carregueu una nova foto d'aquest monument                     |
| Mas d'en Perdiu                                   | BCIL 2008 | Modernisme, obra popular XVIII, XX Inici | Botarell Els Tascals              | 41° 09′ 38″ N, 0° 59′ 48″ E / 41.160469°N,0.996796°E | IPA-9410  | Mas d'en Perdiu (Botarell) · Vegeu més fotos d'aquest monument · Carregueu una nova foto d'aquest monument                     |
| Mas del Gerro                                     |           | Modernisme, obra popular XX (1915)       | Botarell C. del Doctor Marc Ribes | 41° 07′ 51″ N, 0° 59′ 29″ E / 41.130750°N,0.991434°E | IPA-9411  | Mas del Gerro (Botarell) · Vegeu més fotos d'aquest monument · Carregueu una nova foto d'aquest monument                       |
| Castell i torre de Botarell                       |           | Obra popular XVI                         | Botarell C. de la Creu            | 41° 08′ 15″ N, 0° 59′ 16″ E / 41.137435°N,0.987846°E | IPA-9412  | Castell i torre de Botarell · Vegeu més fotos d'aquest monument · Carregueu una nova foto d'aquest monument                    |
| Centre històric de Botarell                       | BCIL 2008 | Obra popular Medieval-XX                 | Botarell C. d'Amunt               | 41° 08′ 11″ N, 0° 59′ 21″ E / 41.136349°N,0.989229°E | IPA-39993 | Carregueu una nova foto d'aquest monument                                                                                      |

## Cambrils
Vegeu la llista de monuments de Cambrils

## Capafonts
| Monument                                                                    | Protecció | Estil/època                     | Localització                                   | Coordenades                                          | Codi?     | Imatge |
| --------------------------------------------------------------------------- | --------- | ------------------------------- | ---------------------------------------------- | ---------------------------------------------------- | --------- | --- |
| Nucli de Capafonts                                                          | BCIL 2010 | Obra popular XVIII              | Capafonts Ctra. C-322, entre Prades i Mont-Ral | 41° 17′ 44″ N, 1° 01′ 37″ E / 41.29543°N,1.02686°E   | IPA-9435  | Nucli de Capafonts · Vegeu més fotos d'aquest monument · Carregueu una nova foto d'aquest monument                                |
| Església parroquial de Santa Maria o Església de l'Assumpció de Santa Maria |           | Barroc XVIII                    | Capafonts Pl. de l'Església, 5                 | 41° 17′ 42″ N, 1° 01′ 39″ E / 41.295020°N,1.027483°E | IPA-9436  | Església parroquial de Santa Maria (Capafonts) · Vegeu més fotos d'aquest monument · Carregueu una nova foto d'aquest monument    |
| Casa de Macià                                                               | BCIL 2010 | Gòtic XIV                       | Capafonts C. de l'Abadia, 8                    | 41° 17′ 43″ N, 1° 01′ 39″ E / 41.295311°N,1.027497°E | IPA-9437  | Casa de Macià (Capafonts) · Vegeu més fotos d'aquest monument · Carregueu una nova foto d'aquest monument                         |
| Mas Fortet                                                                  |           | Obra popular XVII, XVIII        | Capafonts Partida de Pedrancots                | 41° 18′ 01″ N, 1° 02′ 37″ E / 41.300355°N,1.043543°E | IPA-9438  | Mas Fortet (Capafonts) · Vegeu més fotos d'aquest monument · Carregueu una nova foto d'aquest monument                            |
| Ermita de la Mare de Déu de Barrulles                                       |           | Romànic XII-XIII                | Capafonts Partida de Barrulles                 | 41° 18′ 21″ N, 1° 02′ 17″ E / 41.305816°N,1.038054°E | IPA-9439  | Ermita de la Mare de Déu de Barrulles (Capafonts) · Vegeu més fotos d'aquest monument · Carregueu una nova foto d'aquest monument |
| Molí del Balanyà                                                            |           | Obra popular XVIII-XX           | Capafonts                                      | 41° 17′ 55″ N, 1° 02′ 21″ E / 41.298653°N,1.039267°E | IPA-19453 | Molí del Balanyà (Capafonts) · Vegeu més fotos d'aquest monument · Carregueu una nova foto d'aquest monument                      |
| Molí a l'esquerra del riu Brugent                                           |           | Obra popular XVIII-XX           | Capafonts Al costat del pont vell              | 41° 18′ 18″ N, 1° 02′ 59″ E / 41.30492°N,1.04977°E   | IPA-19454 | Carregueu una nova foto d'aquest monument                                                                                         |
| Antic Forn de la Vila                                                       |           | Obra popular Medieval, XIX-XX   | Capafonts Casa de la Vila                      | 41° 17′ 42″ N, 1° 01′ 37″ E / 41.294907°N,1.026989°E | IPA-40237 | Antic Forn de la Vila (Capafonts) · Vegeu més fotos d'aquest monument · Carregueu una nova foto d'aquest monument                 |
| Pont Vell o Pont al camí Reial                                              |           | Obra popular Medieval, XVI-XVII | Capafonts Al costat del molí del Balanyà       | 41° 17′ 54″ N, 1° 02′ 19″ E / 41.298243°N,1.038597°E | IPA-40238 | Carregueu una nova foto d'aquest monument                                                                                         |

## Castellvell del Camp
| Monument                            | Protecció | Estil/època                 | Localització                                        | Coordenades                                          | Codi?     | Imatge |
| ----------------------------------- | --------- | --------------------------- | --------------------------------------------------- | ---------------------------------------------------- | --------- | --- |
| Església parroquial de Sant Vicenç  |           | Barroc XVIII                | Castellvell del Camp C. de l'Església, 12           | 41° 10′ 52″ N, 1° 05′ 47″ E / 41.181225°N,1.096481°E | IPA-9445  | Església parroquial de Sant Vicenç (Castellvell del Camp) · Vegeu més fotos d'aquest monument · Carregueu una nova foto d'aquest monument |
| Casa del Marian o Cal Marian        |           | Obra popular Medieval, XVII | Castellvell del Camp C. del Cementiri (enderrocada) |                                                      | IPA-9446  | Carregueu una nova foto d'aquest monument                                                                                                 |
| Ermita de Santa Anna                |           | Obra popular XVI-XVII       | Castellvell del Camp C. de la Costa de Santa Anna   | 41° 10′ 56″ N, 1° 05′ 41″ E / 41.182269°N,1.094840°E | IPA-9447  | Ermita de Santa Anna (Castellvell del Camp) · Vegeu més fotos d'aquest monument · Carregueu una nova foto d'aquest monument               |
| Cal Tramuntana o Casa de Tramuntana |           | Obra popular XVII-XVIII     | Castellvell del Camp C. de Sant Joaquim, 2          | 41° 10′ 52″ N, 1° 05′ 46″ E / 41.181063°N,1.096010°E | IPA-9448  | Cal Tramuntana (Castellvell del Camp) · Vegeu més fotos d'aquest monument · Carregueu una nova foto d'aquest monument                     |
| Aqüeducte del Pont del Cinto        | BCIL 2000 | Obra popular XVIII          | Castellvell del Camp Carrer Pont del Cinto          | 41° 11′ 10″ N, 1° 05′ 39″ E / 41.186083°N,1.094056°E | IPA-18515 | Aqüeducte del Pont del Cinto (Castellvell del Camp) · Vegeu més fotos d'aquest monument · Carregueu una nova foto d'aquest monument       |

## Colldejou
| Monument                            | Protecció    | Estil/època            | Localització                                      | Coordenades                                          | Codi?     | Imatge |
| ----------------------------------- | ------------ | ---------------------- | ------------------------------------------------- | ---------------------------------------------------- | --------- | --- |
| Castell de la Mola                  | BCIN 4093-MH | Obra popular XIX       | Colldejou Al cim de la Mola                       | 41° 06′ 27″ N, 0° 52′ 26″ E / 41.107475°N,0.873984°E | IPA-9443  | Castell de la Mola (Colldejou) · Vegeu més fotos d'aquest monument · Carregueu una nova foto d'aquest monument                  |
| Església parroquial de Sant Llorenç |              | Barroc XVIII           | Colldejou C. de la Font, 2                        | 41° 05′ 58″ N, 0° 53′ 14″ E / 41.099436°N,0.887315°E | IPA-9441  | Església parroquial de Sant Llorenç (Colldejou) · Vegeu més fotos d'aquest monument · Carregueu una nova foto d'aquest monument |
| Casa al Carrer de Baix, 12          |              | Obra popular XVI       | Colldejou C. de Baix, 12                          | 41° 05′ 58″ N, 0° 53′ 13″ E / 41.099417°N,0.886972°E | IPA-9442  | Casa al carrer de Baix, 12 (Colldejou) · Vegeu més fotos d'aquest monument · Carregueu una nova foto d'aquest monument          |
| Mas Magrinyà                        | BCIL 1982    | Obra popular           | Colldejou Partida de la Plantada, a 3 km de Marçà | 41° 07′ 09″ N, 0° 49′ 41″ E / 41.11916°N,0.828°E     | IPA-11272 | Carregueu una nova foto d'aquest monument                                                                                       |
| Centre històric de Colldejou        | BCIL 1982    | Obra popular XII-XX    | Colldejou C. de Baix                              | 41° 05′ 58″ N, 0° 53′ 13″ E / 41.099523°N,0.887075°E | IPA-40060 | Centre històric (Colldejou) · Vegeu més fotos d'aquest monument · Carregueu una nova foto d'aquest monument                     |
| Forn del Mas Portells               |              | Obra popular XIX-XX    | Colldejou Mas Portells                            |                                                      | IPA-43752 | Carregueu una nova foto d'aquest monument                                                                                       |
| Forn del coll del Guix              |              | Obra popular XIX-XX    | Colldejou Coll del Guix                           |                                                      | IPA-43756 | Carregueu una nova foto d'aquest monument                                                                                       |
| Molí d'Antó                         |              | Obra popular XVIII-XIX | Colldejou Mas de Magrinyà, riera de Fontaubella   | 41° 07′ 13″ N, 0° 49′ 45″ E / 41.120279°N,0.829058°E | IPA-43784 | Carregueu una nova foto d'aquest monument                                                                                       |
| Forn del camí de la Vall            |              | Obra popular XIX-XX    | Colldejou Camí de la Vall, Mas del Gregori        |                                                      | IPA-43792 | Carregueu una nova foto d'aquest monument                                                                                       |
| Forn del coll Roig                  |              | Obra popular XIX-XX    | Colldejou Coll Roig                               |                                                      | IPA-43795 | Carregueu una nova foto d'aquest monument                                                                                       |
| Forn de l'Escoda                    |              | Obra popular XIX-XX    | Colldejou Les Tormines                            |                                                      | IPA-43796 | Carregueu una nova foto d'aquest monument                                                                                       |
| Forn de les Brugueres               |              | Obra popular XIX-XX    | Colldejou Pla del Mas, pla de l'Avenc             |                                                      | IPA-43800 | Carregueu una nova foto d'aquest monument                                                                                       |
| Forn de la plana del Rei            |              | Obra popular XIX-XX    | Colldejou Plana del Rei                           |                                                      | IPA-43801 | Carregueu una nova foto d'aquest monument                                                                                       |

## Duesaigües
| Monument                                                      | Protecció | Estil/època         | Localització                                                                            | Coordenades                                          | Codi?     | Imatge |
| ------------------------------------------------------------- | --------- | ------------------- | --------------------------------------------------------------------------------------- | ---------------------------------------------------- | --------- | --- |
| Església parroquial de Santa Maria                            | BCIL 1982 | Obra popular XVIII  | Duesaigües Pl. de l'Església                                                            | 41° 08′ 45″ N, 0° 55′ 51″ E / 41.145915°N,0.930822°E | IPA-9451  | Església parroquial de Santa Maria (Duesaigües) · Vegeu més fotos d'aquest monument · Carregueu una nova foto d'aquest monument |
| Casa davant de l'església                                     | BCIL 1982 | Obra popular XVII   | Duesaigües Pl. de l'Església, 2                                                         | 41° 08′ 46″ N, 0° 55′ 50″ E / 41.146°N,0.93065°E     | IPA-9452  | Casa davant de l'església (Duesaigües) · Vegeu més fotos d'aquest monument · Carregueu una nova foto d'aquest monument          |
| Viaductes del tren o viaducte dels Masos i viaducte d'Enseula |           | Obra popular XIX    | Duesaigües Barranc del Masos i barranc d'en Seula                                       | 41° 08′ 52″ N, 0° 55′ 49″ E / 41.1479°N,0.93021°E    | IPA-36764 | Viaductes del tren (Duesaigües) · Vegeu més fotos d'aquest monument · Carregueu una nova foto d'aquest monument                 |
| Rentador de Duesaigües, antics safareigs comunitaris          |           | Obra popular XIX-XX | Duesaigües Al costat del barranc Reial, prop de l'encreuament amb el barranc d'en Seula | 41° 08′ 37″ N, 0° 55′ 40″ E / 41.143552°N,0.927662°E | IPA-36765 | Rentador de Duesaigües · Vegeu més fotos d'aquest monument · Carregueu una nova foto d'aquest monument                          |
| Forn del pla d'en Gibert                                      |           | Obra popular XIX-XX | Duesaigües Camí de Porrera, pla d'en Gibert                                             |                                                      | IPA-43785 | Carregueu una nova foto d'aquest monument                                                                                       |

## La Febró
| Monument                            | Protecció | Estil/època               | Localització                                                | Coordenades                                          | Codi?     | Imatge |
| ----------------------------------- | --------- | ------------------------- | ----------------------------------------------------------- | ---------------------------------------------------- | --------- | --- |
| Mas dels Frares o Mas d'en Fàbregas | BCIL 1982 | Obra popular Medieval, XX | La Febró Accés per pista abans del km 26 de la ctra. T-704  | 41° 15′ 32″ N, 0° 59′ 02″ E / 41.259°N,0.98397°E     | IPA-9454  | Carregueu una nova foto d'aquest monument                                                                                     |
| Església parroquial de Sant Esteve  |           | Obra popular XVI, XIX     | La Febró Pl. de l'Església                                  | 41° 16′ 39″ N, 1° 00′ 16″ E / 41.27752°N,1.00456°E   | IPA-9456  | Església parroquial de Sant Esteve (la Febró) · Vegeu més fotos d'aquest monument · Carregueu una nova foto d'aquest monument |
| Molí de la Febró                    |           | Obra popular XVIII-XX     | La Febró Descampat, a la dreta del riu Siurana              | 41° 16′ 26″ N, 0° 59′ 24″ E / 41.273795°N,0.989866°E | IPA-19464 | Carregueu una nova foto d'aquest monument                                                                                     |
| Centre històric de la Febró         | BCIL 1982 | Obra popular Medieval     | La Febró Pl. Major                                          | 41° 13′ 38″ N, 1° 00′ 14″ E / 41.227286°N,1.003981°E | IPA-40007 | Carregueu una nova foto d'aquest monument                                                                                     |
| Masos de Galzeran                   | BCIL 1982 | Obra popular XVIII-XIX    | La Febró Entre el riu Siurana i el barranc dels Tellerasses | 41° 16′ 30″ N, 0° 58′ 56″ E / 41.275049°N,0.982157°E | IPA-40008 | Masos de Galzeran (la Febró) · Vegeu més fotos d'aquest monument · Carregueu una nova foto d'aquest monument                  |

## Maspujols
| Monument                           | Protecció | Estil/època                | Localització                         | Coordenades                                          | Codi?    | Imatge |
| ---------------------------------- | --------- | -------------------------- | ------------------------------------ | ---------------------------------------------------- | -------- | --- |
| Església parroquial de Santa Maria | BCIL 1998 | Barroc XVII, XVIII         | Maspujols Pl. de l'Església          | 41° 10′ 56″ N, 1° 02′ 48″ E / 41.182094°N,1.046539°E | IPA-9458 | Església parroquial de Santa Maria (Maspujols) · Vegeu més fotos d'aquest monument · Carregueu una nova foto d'aquest monument |
| Cal Pujol o Casa de Pujol          | BCIL 1998 | Obra popular Medieval, XVI | Maspujols La Placeta - c. de Dalt, 2 | 41° 10′ 57″ N, 1° 02′ 47″ E / 41.182484°N,1.046278°E | IPA-9459 | Cal Pujol (Maspujols) · Vegeu més fotos d'aquest monument · Carregueu una nova foto d'aquest monument                          |
| Cal Po o la Casa de Po             |           | Eclecticisme XIX Final     | Maspujols C. de Dalt, 17             | 41° 10′ 56″ N, 1° 02′ 44″ E / 41.182209°N,1.045594°E | IPA-9460 | Cal Po (Maspujols) · Vegeu més fotos d'aquest monument · Carregueu una nova foto d'aquest monument                             |
| Ermita de Sant Antoni de Pàdua     |           | Obra popular XVII, XIX, XX | Maspujols C. de l'Ermita             | 41° 10′ 52″ N, 1° 02′ 37″ E / 41.181134°N,1.043617°E | IPA-9461 | Ermita de Sant Antoni de Pàdua (Maspujols) · Vegeu més fotos d'aquest monument · Carregueu una nova foto d'aquest monument     |

## Montbrió del Camp
| Monument                                                  | Protecció    | Estil/època                     | Localització                                 | Coordenades                                          | Codi?     | Imatge |
| --------------------------------------------------------- | ------------ | ------------------------------- | -------------------------------------------- | ---------------------------------------------------- | --------- | --- |
| Torre del Mas de l'Hereu                                  | BCIN 4091-MH | Obra popular XVII               | Montbrió del Camp Ctra. T-310, km 12,250     | 41° 06′ 27″ N, 0° 58′ 53″ E / 41.107602°N,0.981506°E | IPA-39516 | Torre del Mas de l'Hereu (Montbrió del Camp) · Vegeu més fotos d'aquest monument · Carregueu una nova foto d'aquest monument             |
| Torre de la Closa i muralla                               | BCIN 4092-MH | Obra popular XIV                | Montbrió del Camp Pl. de la Vila             | 41° 07′ 15″ N, 1° 00′ 12″ E / 41.120762°N,1.003363°E | IPA-9468  | Torre de la Closa (Montbrió del Camp) · Vegeu més fotos d'aquest monument · Carregueu una nova foto d'aquest monument                    |
| Centre històric de Montbrió del Camp                      | BCIL 1982    |                                 | Montbrió del Camp Pl. de la Vila             | 41° 07′ 14″ N, 1° 00′ 12″ E / 41.120678°N,1.003468°E | IPA-9462  | Centre històric de Montbrió del Camp · Vegeu més fotos d'aquest monument · Carregueu una nova foto d'aquest monument                     |
| Església parroquial de Sant Pere                          | BCIL 1982    | Obra popular, barroc XVII-XVIII | Montbrió del Camp C. Major, 9                | 41° 07′ 12″ N, 1° 00′ 12″ E / 41.120115°N,1.00325°E  | IPA-9463  | Església parroquial de Sant Pere (Montbrió del Camp) · Vegeu més fotos d'aquest monument · Carregueu una nova foto d'aquest monument     |
| Església de la Mare de Déu del Carme, Església Carmelites | BCIL 1982    | Neoclassicisme-romàntic XIX     | Montbrió del Camp C. de Sant Jordi, 2        | 41° 07′ 15″ N, 1° 00′ 15″ E / 41.120850°N,1.004078°E | IPA-9464  | Església de la Mare de Déu del Carme (Montbrió del Camp) · Vegeu més fotos d'aquest monument · Carregueu una nova foto d'aquest monument |
| Capella de Sant Antoni de Pàdua                           | BCIL 1982    | Barroc, obra popular XVIII      | Montbrió del Camp Pl. de Sant Antoni, 1      | 41° 07′ 21″ N, 0° 59′ 59″ E / 41.122407°N,0.999760°E | IPA-9465  | Capella de Sant Antoni de Pàdua (Montbrió del Camp) · Vegeu més fotos d'aquest monument · Carregueu una nova foto d'aquest monument      |
| Casa de la Vila                                           | BCIL 1982    | Renaixement, obra popular XVII  | Montbrió del Camp Pl. de la Vila, 1          | 41° 07′ 15″ N, 1° 00′ 12″ E / 41.12074°N,1.00337°E   | IPA-9466  | Casa de la Vila (Montbrió del Camp) · Vegeu més fotos d'aquest monument · Carregueu una nova foto d'aquest monument                      |
| Mas de l'Hereu, Mas Llambert o de l'Hereuet               | BCIL 1982    | Obra popular Medieval, XVI      | Montbrió del Camp Partida del Mas de l'Hereu | 41° 06′ 28″ N, 0° 58′ 54″ E / 41.10779°N,0.98157°E   | IPA-9467  | Mas de l'Hereu (Montbrió del Camp) · Vegeu més fotos d'aquest monument · Carregueu una nova foto d'aquest monument                       |
| Mas del Quet                                              |              | Obra popular XVII               | Montbrió del Camp Partida de les Hortes      | 41° 07′ 14″ N, 1° 01′ 20″ E / 41.120691°N,1.022291°E | IPA-39517 | Mas del Quet (Montbrió del Camp) · Vegeu més fotos d'aquest monument · Carregueu una nova foto d'aquest monument                         |
| Molí del Rafel                                            |              | Obra popular                    | Montbrió del Camp Partida de lo Figueral     | 41° 06′ 44″ N, 0° 58′ 45″ E / 41.112198°N,0.979173°E | IPA-39518 | Molí del Rafel (Montbrió del Camp) · Vegeu més fotos d'aquest monument · Carregueu una nova foto d'aquest monument                       |
| Molí dels Frares                                          |              | Obra popular XIX-XX             | Montbrió del Camp Molí dels Frares           | 41° 06′ 45″ N, 1° 00′ 00″ E / 41.112482°N,1.000068°E | IPA-43765 | Molí dels Frares (Montbrió del Camp) · Vegeu més fotos d'aquest monument · Carregueu una nova foto d'aquest monument                     |

## Mont-roig del Camp
| Monument | Protecció       | Estil/època                               | Localització                                                                        | Coordenades                                          | Codi?         | Imatge |
| --- | --------------- | ----------------------------------------- | ----------------------------------------------------------------------------------- | ---------------------------------------------------- | ------------- | --- |
| Fortalesa i botiga del blat de Barcelona, de Miramar                                                                | BCIN 1102-MH    | XV                                        | Mont-roig del Camp Partida de Miramar                                               | 41° 01′ 33″ N, 0° 57′ 43″ E / 41.025966°N,0.961850°E | RI-51-0006653 | Fortalesa i botiga del blat de Barcelona (Mont-roig del Camp) · Vegeu més fotos d'aquest monument · Carregueu una nova foto d'aquest monument |
| Mas Miró | BCIN 3906-MH-EN | Neoclassicisme-romàntic XVIII-XIX         | Mont-roig del Camp Partida de les Pobles                                            | 41° 03′ 39″ N, 0° 59′ 38″ E / 41.060764°N,0.993776°E | RI-51-0011529 | Mas Miró (Mont-roig del Camp) · Vegeu més fotos d'aquest monument · Carregueu una nova foto d'aquest monument                                 |
| Barraques de pedra seca de Mont-roig del Camp                                                                       | BCIN 4352-ZIE   | Obra popular XV-XVI                       | Mont-roig del Camp Cinc barraques Zona d'Interès Etnològic                          | 41° 05′ 01″ N, 0° 57′ 28″ E / 41.0836°N,0.9578°E     | IPA-45389     | Barraques de pedra seca de Mont-roig del Camp · Vegeu més fotos d'aquest monument · Carregueu una nova foto d'aquest monument                 |
| Santuari de la Mare de Déu de la Roca                                                                               | BCIN 4578-MH-EN | Obra popular XVI-XVIII                    | Mont-roig del Camp La Roca                                                          | 41° 05′ 41″ N, 0° 56′ 16″ E / 41.09466°N,0.93771°E   | IPA-9470      | Santuari de la Mare de Déu de la Roca (Mont-roig del Camp) · Vegeu més fotos d'aquest monument · Carregueu una nova foto d'aquest monument    |
| Església parroquial de Sant Miquel                                                                                  | BCIL 2007       | Neoclassicisme-romàntic, obra popular XIX | Mont-roig del Camp Pl. de l'Església                                                | 41° 05′ 18″ N, 0° 57′ 27″ E / 41.088232°N,0.957511°E | IPA-9471      | Església parroquial de Sant Miquel (Mont-roig del Camp) · Vegeu més fotos d'aquest monument · Carregueu una nova foto d'aquest monument       |
| Església vella de Sant Miquel, Centre Miró                                                                          | BCIL 2007       | Renaixement, gòtic tardà XVI-XVII         | Mont-roig del Camp C. Major, 2                                                      | 41° 05′ 16″ N, 0° 57′ 32″ E / 41.087817°N,0.959002°E | IPA-9472      | Església vella de Sant Miquel (Mont-roig del Camp) · Vegeu més fotos d'aquest monument · Carregueu una nova foto d'aquest monument            |
| Mas d'en Poca |                 | Obra popular XVI                          | Mont-roig del Camp Partida de los Comellarets                                       | 41° 03′ 23″ N, 0° 59′ 35″ E / 41.056345°N,0.992935°E | IPA-9475      | Carregueu una nova foto d'aquest monument |
| Caseta del Rellotge                                                                                                 |                 | Obra popular XVII                         | Mont-roig del Camp Ctra. N-340, km 1139,4                                           | 41° 03′ 11″ N, 1° 00′ 14″ E / 41.052925°N,1.003774°E | IPA-9477      | Carregueu una nova foto d'aquest monument |
| Mas de Romeu |                 | Obra popular XVIII, XIX                   | Mont-roig del Camp Partida de los Comellarets                                       | 41° 03′ 28″ N, 0° 59′ 54″ E / 41.057751°N,0.998398°E | IPA-9478      | Carregueu una nova foto d'aquest monument |
| Conjunt de barraques de pedra seca                                                                                  | BCIL 2008       | Obra popular XIX-XX                       | Mont-roig del Camp Diversos indrets del municipi, amb un total de 101 inventariades | 41° 03′ 06″ N, 0° 56′ 27″ E / 41.051634°N,0.940969°E | IPA-36788     | Conjunt de barraques de pedra seca (Mont-roig del Camp) · Vegeu més fotos d'aquest monument · Carregueu una nova foto d'aquest monument       |
| Capella de Sant Ramon                                                                                               |                 | Obra popular XIX-XX                       | Mont-roig del Camp Camí de la Mare de Déu de la Roca                                | 41° 05′ 42″ N, 0° 56′ 17″ E / 41.095097°N,0.937997°E | IPA-38303     | Capella de Sant Ramon (Mont-roig del Camp) · Vegeu més fotos d'aquest monument · Carregueu una nova foto d'aquest monument                    |
| Ermita de la Mare de Déu del Peiró                                                                                  | BCIL 2007       | Obra popular XVIII                        | Mont-roig del Camp Camí de l'Arranclavers                                           | 41° 05′ 21″ N, 0° 56′ 49″ E / 41.089294°N,0.946981°E | IPA-40009     | Ermita de la Mare de Déu del Peiró (Mont-roig del Camp) · Vegeu més fotos d'aquest monument · Carregueu una nova foto d'aquest monument       |
| Muralla de Mont-roig del Camp: Portal de la Canal, Portal del carrer Major, Casa dels Torrells i llenços de muralla | BCIL 2007       | Obra popular XV-XVI                       | Mont-roig del Camp C. Hospital, 34 / c. Major / c. Mare de Déu de la Roca, 6        | 41° 05′ 15″ N, 0° 57′ 31″ E / 41.087483°N,0.958537°E | IPA-40010     | Muralla de Mont-roig del Camp · Vegeu més fotos d'aquest monument · Carregueu una nova foto d'aquest monument                                 |

## Prades
| Monument                                 | Protecció       | Estil/època                                    | Localització                                                                        | Coordenades                                          | Codi?         | Imatge |
| ---------------------------------------- | --------------- | ---------------------------------------------- | ----------------------------------------------------------------------------------- | ---------------------------------------------------- | ------------- | --- |
| Castell de Prades                        | BCIN 1306-MH    | Romànic XII-XIII                               | Prades C. Costa i Castell, 40                                                       | 41° 18′ 36″ N, 0° 59′ 11″ E / 41.309973°N,0.986294°E | RI-51-0006684 | Castell de Prades · Vegeu més fotos d'aquest monument · Carregueu una nova foto d'aquest monument                                 |
| Portal fortificat de Prades              | BCIN 1307-MH    | XIV-XV                                         | Prades Pl. de Sant Roc                                                              | 41° 18′ 34″ N, 0° 59′ 18″ E / 41.309518°N,0.988407°E | RI-51-0006685 | Portal fortificat de Prades · Vegeu més fotos d'aquest monument · Carregueu una nova foto d'aquest monument                       |
| Clos emmurallat de Prades                | BCIN 1908-CH-EN | Renaixement XI-XVIII, XXI                      | Prades                                                                              | 41° 18′ 34″ N, 0° 59′ 14″ E / 41.30957°N,0.98735°E   | RI-53-0000448 | Clos emmurallat de Prades · Vegeu més fotos d'aquest monument · Carregueu una nova foto d'aquest monument                         |
| Santuari de la Mare de Déu de l'Abellera |                 | Obra popular XVI                               | Prades L'Abellera                                                                   | 41° 18′ 16″ N, 1° 00′ 09″ E / 41.304456°N,1.002526°E | IPA-9480      | Santuari de la Mare de Déu de l'Abellera (Prades) · Vegeu més fotos d'aquest monument · Carregueu una nova foto d'aquest monument |
| Església parroquial de Santa Maria       |                 | Romànic, gòtic, renaixement XII, XIV, XVI-XVII | Prades Pl. Major                                                                    | 41° 18′ 34″ N, 0° 59′ 18″ E / 41.309574°N,0.988220°E | IPA-9482      | Església parroquial de Santa Maria (Prades) · Vegeu més fotos d'aquest monument · Carregueu una nova foto d'aquest monument       |
| Plaça Major                              |                 | Obra popular Medieval                          | Prades Pl. Major                                                                    | 41° 18′ 35″ N, 0° 59′ 16″ E / 41.309684°N,0.987869°E | IPA-9483      | Plaça Major (Prades) · Vegeu més fotos d'aquest monument · Carregueu una nova foto d'aquest monument                              |
| Pont de Prades o Pont del Molí           |                 | Obra popular XIX-XX                            | Prades Ctra. T-701, km 7 sobre el barranc del Pou, al costat del Molí de la Senyora | 41° 18′ 39″ N, 0° 58′ 49″ E / 41.310916°N,0.980260°E | IPA-36866     | Carregueu una nova foto d'aquest monument                                                                                         |
| Pou del Dineral                          |                 | Obra popular XVI                               | Prades A Pla del Dineral                                                            | 41° 19′ 33″ N, 1° 01′ 34″ E / 41.325964°N,1.026019°E | IPA-37149     | Carregueu una nova foto d'aquest monument                                                                                         |
| Pou del Celestino o de l'Espasa          |                 | Obra popular XVI                               | Prades Als Plans del Celestino                                                      | 41° 19′ 34″ N, 1° 01′ 33″ E / 41.32599°N,1.02587°E   | IPA-37150     | Carregueu una nova foto d'aquest monument                                                                                         |
| Pou de gel                               |                 | Obra popular XVI                               | Prades                                                                              |                                                      | IPA-37151     | Carregueu una nova foto d'aquest monument                                                                                         |
| Ermita de Sant Antoni                    |                 | Obra popular XX                                | Prades C. Pablo Picasso                                                             | 41° 18′ 31″ N, 0° 59′ 30″ E / 41.308569°N,0.991688°E | IPA-40239     | Ermita de Sant Antoni (Prades) · Vegeu més fotos d'aquest monument · Carregueu una nova foto d'aquest monument                    |
| Forn de calç del camí Ciurana            |                 | Obra popular XIX-XX                            | Prades Camí Ciurana                                                                 |                                                      | IPA-43763     | Carregueu una nova foto d'aquest monument                                                                                         |

## Pratdip
| Monument                                                      | Protecció    | Estil/època                         | Localització                                 | Coordenades                                          | Codi?         | Imatge |
| ------------------------------------------------------------- | ------------ | ----------------------------------- | -------------------------------------------- | ---------------------------------------------------- | ------------- | --- |
| Torre de defensa, Torre de Ca la Torre                        | BCIN 1309-MH | XIV-XVI                             | Pratdip C. Castell, 1                        | 41° 03′ 03″ N, 0° 52′ 17″ E / 41.050789°N,0.871445°E | IPA-1476      | Torre de defensa (Pratdip) · Vegeu més fotos d'aquest monument · Carregueu una nova foto d'aquest monument                                   |
| Torre del Capet                                               | BCIN 1310-MH | XV-XVI                              | Pratdip C. del Portal                        | 41° 03′ 04″ N, 0° 52′ 17″ E / 41.051115°N,0.871376°E | RI-51-0006688 | Torre del Capet (Pratdip) · Vegeu més fotos d'aquest monument · Carregueu una nova foto d'aquest monument                                    |
| Castell de Pratdip                                            | BCIN 3824-MH | Gòtic                               | Pratdip C. del Castell                       | 41° 03′ 01″ N, 0° 52′ 19″ E / 41.050157°N,0.871835°E | RI-51-0006687 | Castell de Pratdip · Vegeu més fotos d'aquest monument · Carregueu una nova foto d'aquest monument                                           |
| Església parroquial del Natalici de la Mare de Déu            | BCIL 2010    | Romànic, gòtic tardà XII-XVI, XVIII | Pratdip Pl. de l'Església                    | 41° 03′ 03″ N, 0° 52′ 16″ E / 41.050810°N,0.871214°E | IPA-9486      | Església parroquial del Natalici de la Mare de Déu (Pratdip) · Vegeu més fotos d'aquest monument · Carregueu una nova foto d'aquest monument |
| Santuari de Santa Marina                                      | BCIL 2010    | Obra popular XVII, XVIII            | Pratdip Ctra. T-311, km 31,5                 | 41° 02′ 07″ N, 0° 50′ 56″ E / 41.035146°N,0.848822°E | IPA-9487      | Santuari de Santa Marina (Pratdip) · Vegeu més fotos d'aquest monument · Carregueu una nova foto d'aquest monument                           |
| Mas d'en Porxo                                                | BCIL 2010    | Obra popular Medieval, XVIII        | Pratdip Partida de lo Mas d'en Porxo         | 41° 04′ 25″ N, 0° 53′ 22″ E / 41.073547°N,0.889452°E | IPA-9488      | Carregueu una nova foto d'aquest monument |
| Els Tres Molins, el molí de Més Amunt, del Mig o de Més Avall | BCIL 2010    | Obra popular Medieval, XVII, XIX    | Pratdip C. del Molí                          | 41° 02′ 59″ N, 0° 52′ 20″ E / 41.049703°N,0.872304°E | IPA-9489      | Carregueu una nova foto d'aquest monument |
| Creu de terme                                                 |              |                                     | Pratdip Camí vell de Santa Marina            | 41° 03′ 06″ N, 0° 52′ 11″ E / 41.051572°N,0.869595°E | IPA-30732     | Creu de terme (Pratdip) · Vegeu més fotos d'aquest monument · Carregueu una nova foto d'aquest monument                                      |
| Pont a Pratdip                                                |              | Obra popular XIX-XX                 | Pratdip                                      |                                                      | IPA-36867     | Carregueu una nova foto d'aquest monument |
| Forn del Mas de Vidriers                                      |              | Obra popular XIX-XX                 | Pratdip Barranc de Vidriers, Mas de Vidriers |                                                      | IPA-43786     | Carregueu una nova foto d'aquest monument |
| Forn del coll del Guix                                        |              | Obra popular XIX-XX                 | Pratdip Coll del Guix                        |                                                      | IPA-43802     | Carregueu una nova foto d'aquest monument |
| Molí fariner de la Creueta, Molí de Xenca                     |              | Obra popular                        | Pratdip La Creueta, barranc de la Dovia      | 41° 02′ 28″ N, 0° 52′ 46″ E / 41.041168°N,0.879534°E | IPA-43803     | Carregueu una nova foto d'aquest monument |
| Molí fariner de Ca la Torre                                   |              | Obra popular                        | Pratdip                                      | 41° 02′ 05″ N, 0° 53′ 24″ E / 41.034748°N,0.889929°E | IPA-43804     | Carregueu una nova foto d'aquest monument |

## Reus
Vegeu la llista de monuments de Reus

## Riudecanyes
| Monument                           | Protecció    | Estil/època                   | Localització                                          | Coordenades                                          | Codi?         | Imatge |
| ---------------------------------- | ------------ | ----------------------------- | ----------------------------------------------------- | ---------------------------------------------------- | ------------- | --- |
| Castell monestir d'Escornalbou     | BCIN 1373-MH | Romànic XII-XIII, XX          | Riudecanyes Ctra. TP-3211 d'Escornalbou               | 41° 07′ 40″ N, 0° 54′ 56″ E / 41.127778°N,0.915556°E | RI-51-0006701 | Castell monestir d'Escornalbou (Riudecanyes) · Vegeu més fotos d'aquest monument · Carregueu una nova foto d'aquest monument    |
| Mas d'en Brocà                     |              | Obra popular XIX              | Riudecanyes                                           | 41° 08′ 08″ N, 0° 55′ 54″ E / 41.135472°N,0.931794°E | IPA-9646      | Carregueu una nova foto d'aquest monument                                                                                       |
| Casa de la Vila                    |              | Barroc, obra popular XVII, XX | Riudecanyes C. del Dimecres                           | 41° 07′ 48″ N, 0° 57′ 39″ E / 41.130048°N,0.960959°E | IPA-9648      | Casa de la Vila (Riudecanyes) · Vegeu més fotos d'aquest monument · Carregueu una nova foto d'aquest monument                   |
| Cal Brocà o Casa del Brocà         |              | Obra popular XVII-XVIII, XIX  | Riudecanyes C. del Dimarts                            | 41° 07′ 49″ N, 0° 57′ 42″ E / 41.13019°N,0.961796°E  | IPA-9649      | Cal Brocà (Riudecanyes) · Vegeu més fotos d'aquest monument · Carregueu una nova foto d'aquest monument                         |
| Església parroquial de Sant Mateu  |              | Renaixement, obra popular XVI | Riudecanyes Pl. de l'Església                         | 41° 07′ 48″ N, 0° 57′ 38″ E / 41.130001°N,0.960509°E | IPA-9650      | Església parroquial de Sant Mateu (Riudecanyes) · Vegeu més fotos d'aquest monument · Carregueu una nova foto d'aquest monument |
| Pont de Riudecanyes                |              | Obra popular XIX-XX           | Riudecanyes A l'entrada del poble                     | 41° 07′ 51″ N, 0° 57′ 50″ E / 41.130831°N,0.963871°E | IPA-36868     | Pont de Riudecanyes · Vegeu més fotos d'aquest monument · Carregueu una nova foto d'aquest monument                             |
| Molí de la Vila                    |              | Obra popular                  | Riudecanyes A l'entrada del poble, al costat del pont | 41° 09′ 02″ N, 0° 57′ 48″ E / 41.150547°N,0.963385°E | IPA-40104     | Molí de la Vila (Riudecanyes) · Vegeu més fotos d'aquest monument · Carregueu una nova foto d'aquest monument                   |
| Molí del Guasc                     |              | Obra popular XIV              | Riudecanyes Camí dels Molins                          | 41° 07′ 34″ N, 0° 58′ 01″ E / 41.126078°N,0.967005°E | IPA-40105     | Molí del Guasc (Riudecanyes) · Vegeu més fotos d'aquest monument · Carregueu una nova foto d'aquest monument                    |
| Molí del Badia                     |              | Obra popular XX               | Riudecanyes Camí dels Molins                          | 41° 07′ 16″ N, 0° 58′ 24″ E / 41.121136°N,0.973392°E | IPA-40106     | Molí del Badia (Riudecanyes) · Vegeu més fotos d'aquest monument · Carregueu una nova foto d'aquest monument                    |
| Molí de la Rafaela, Molí del Sofre |              | Obra popular XX               | Riudecanyes Camí dels Molins                          | 41° 07′ 16″ N, 0° 58′ 26″ E / 41.121023°N,0.973768°E | IPA-40107     | Molí de la Rafaela (Riudecanyes) · Vegeu més fotos d'aquest monument · Carregueu una nova foto d'aquest monument                |

## Riudecols
| Monument                                    | Protecció    | Estil/època                       | Localització                                     | Coordenades                                          | Codi?         | Imatge |
| ------------------------------------------- | ------------ | --------------------------------- | ------------------------------------------------ | ---------------------------------------------------- | ------------- | --- |
| Torre dels Moros, torre de guaita           | BCIN 1374-MH | Obra popular Medieval-XVI         | Riudecols Les Irles, partida de les Roques       | 41° 09′ 15″ N, 0° 59′ 21″ E / 41.154072°N,0.989179°E | RI-51-0006858 | Torre dels Moros (Riudecols) · Vegeu més fotos d'aquest monument · Carregueu una nova foto d'aquest monument                            |
| Església parroquial de Sant Pere            | BCIL 1982    | Renaixement XVII                  | Riudecols Pl. de l'Església                      | 41° 10′ 05″ N, 0° 58′ 34″ E / 41.168115°N,0.976189°E | IPA-9654      | Església parroquial de Sant Pere (Riudecols) · Vegeu més fotos d'aquest monument · Carregueu una nova foto d'aquest monument            |
| Ermita de Sant Bartomeu                     | BCIL 1982    | Obra popular Medieval, XVIII      | Riudecols Partida de Sant Bartomeu               | 41° 09′ 34″ N, 0° 59′ 00″ E / 41.159499°N,0.983412°E | IPA-9655      | Carregueu una nova foto d'aquest monument                                                                                               |
| Cal Salvador Perelló                        | BCIL 1982    | Renaixement, obra popular XVIII   | Riudecols C. de Dalt, 8                          | 41° 10′ 07″ N, 0° 58′ 32″ E / 41.16868°N,0.97547°E   | IPA-9656      | Carregueu una nova foto d'aquest monument                                                                                               |
| Aqüeducte del Mas d'en Vall                 | BCIL 1982    | Obra popular XVIII                | Riudecols Mas d'en Vall, prop camí de Puigcerver | 41° 10′ 59″ N, 0° 57′ 35″ E / 41.182964°N,0.959675°E | IPA-9657      | Carregueu una nova foto d'aquest monument                                                                                               |
| Capella de la Creu de Sant Venerand         | BCIL 1982    | Obra popular XVII                 | Riudecols Camí de Sant Venerand                  | 41° 10′ 28″ N, 0° 58′ 31″ E / 41.174314°N,0.975187°E | IPA-9658      | Carregueu una nova foto d'aquest monument                                                                                               |
| Mas d'en Gil o Mas de Rossinyol             | BCIL 1982    | Neoclassicisme-romàntic XIX Final | Riudecols Partida de lo Mas d'en Gil, les Voltes | 41° 09′ 45″ N, 0° 59′ 34″ E / 41.16257°N,0.9929°E    | IPA-9659      | Mas d'en Gil (Riudecols) · Vegeu més fotos d'aquest monument · Carregueu una nova foto d'aquest monument                                |
| Església de la Concepció de la Mare de Déu  |              | Renaixement, obra popular XVIII   | Riudecols Pl. de l'Església, les Voltes          | 41° 09′ 57″ N, 0° 59′ 35″ E / 41.165957°N,0.992961°E | IPA-9661      | Església de la Concepció de la Mare de Déu (Riudecols) · Vegeu més fotos d'aquest monument · Carregueu una nova foto d'aquest monument  |
| Església sufragània de Sant Antoni de Pàdua |              | Obra popular XVIII-XIX            | Riudecols Les Irles                              | 41° 10′ 13″ N, 0° 56′ 45″ E / 41.170347°N,0.945965°E | IPA-9663      | Església sufragània de Sant Antoni de Pàdua (Riudecols) · Vegeu més fotos d'aquest monument · Carregueu una nova foto d'aquest monument |
| Mas d'en Cabrer                             |              | Obra popular XVII, XVIII          | Riudecols Partida del Mas d'en Cabrer            | 41° 10′ 35″ N, 0° 58′ 14″ E / 41.17635°N,0.97046°E   | IPA-9664      | Carregueu una nova foto d'aquest monument                                                                                               |
| Mas d'en Fum                                |              | Obra popular XVII-XVIII           | Riudecols Partida del Mas d'en Fum               | 41° 10′ 58″ N, 0° 57′ 46″ E / 41.18275°N,0.96277°E   | IPA-9665      | Carregueu una nova foto d'aquest monument                                                                                               |
| Mas d'en Vall                               |              | Obra popular XVIII                | Riudecols Partida del Pere del Mas               | 41° 10′ 53″ N, 0° 57′ 38″ E / 41.181496°N,0.960469°E | IPA-9666      | Carregueu una nova foto d'aquest monument                                                                                               |
| Centre històric de Riudecols                | BCIL 1982    | Obra popular Medieval             | Riudecols C. Major                               | 41° 10′ 07″ N, 0° 58′ 32″ E / 41.168561°N,0.975682°E | IPA-40011     | Carregueu una nova foto d'aquest monument                                                                                               |
| Molí del Mas de n'Huguet                    |              | Obra popular                      | Riudecols Mas de n'Huguet                        | 41° 10′ 34″ N, 0° 58′ 55″ E / 41.176133°N,0.981957°E | IPA-43805     | Carregueu una nova foto d'aquest monument                                                                                               |
| Molí del Mas d'en Molinet                   |              | Obra popular                      | Riudecols Mas de Molinet, barranc d'en Cabrer    | 41° 10′ 34″ N, 0° 58′ 28″ E / 41.176113°N,0.974504°E | IPA-43806     | Carregueu una nova foto d'aquest monument                                                                                               |

## Riudoms
Vegeu la llista de monuments de Riudoms.

## La Selva del Camp
Vegeu la llista de monuments de la Selva del Camp

## Vandellòs i l'Hospitalet de l'Infant
Vegeu la llista de monuments de Vandellòs i l'Hospitalet de l'Infant.

## Vilanova d'Escornalbou
| Monument                                       | Protecció    | Estil/època                   | Localització                                                                 | Coordenades                                          | Codi?     | Imatge |
| ---------------------------------------------- | ------------ | ----------------------------- | ---------------------------------------------------------------------------- | ---------------------------------------------------- | --------- | --- |
| Torre de Cal Peyrí                             | BCIN 4087-MH | XVII                          | Vilanova d'Escornalbou C. de la Font, 9                                      | 41° 06′ 49″ N, 0° 56′ 13″ E / 41.1135°N,0.93684°E    | IPA-39496 | Torre de Cal Peyrí (Vilanova d'Escornalbou) · Vegeu més fotos d'aquest monument · Carregueu una nova foto d'aquest monument                        |
| Torre del Gravat o Torre del Madico            | BCIN 4088-MH | XVI                           | Vilanova d'Escornalbou C. de Baix, a l'extrem sud, l'Arbocet                 | 41° 06′ 19″ N, 0° 57′ 39″ E / 41.105361°N,0.960861°E | IPA-9728  | Torre del Gravat (Vilanova d'Escornalbou) · Vegeu més fotos d'aquest monument · Carregueu una nova foto d'aquest monument                          |
| Torre de Cal Torratxar                         | BCIN 4089-MH | XV                            | Vilanova d'Escornalbou C. de Baix, 15, l'Arbocet                             | 41° 06′ 19″ N, 0° 57′ 41″ E / 41.105355°N,0.961338°E | IPA-38481 | Torre de Cal Torratxar (Vilanova d'Escornalbou) · Vegeu més fotos d'aquest monument · Carregueu una nova foto d'aquest monument                    |
| Cal Peyrí o Casa de Peyrí                      | BCIL 1982    | Obra popular, barroc XVI-XVII | Vilanova d'Escornalbou C. de la Font, 5-7                                    | 41° 06′ 49″ N, 0° 56′ 13″ E / 41.113564°N,0.936825°E | IPA-9724  | Cal Peyrí (Vilanova d'Escornalbou) · Vegeu més fotos d'aquest monument · Carregueu una nova foto d'aquest monument                                 |
| Església parroquial de Sant Joan Baptista      | BCIL 1982    | Obra popular XVII-XVIII       | Vilanova d'Escornalbou C. Major, 2                                           | 41° 06′ 47″ N, 0° 56′ 15″ E / 41.113160°N,0.937621°E | IPA-9725  | Església parroquial de Sant Joan Baptista (Vilanova d'Escornalbou) · Vegeu més fotos d'aquest monument · Carregueu una nova foto d'aquest monument |
| Casa de la Vila                                |              | Obra popular XVI, XIX         | Vilanova d'Escornalbou C. Francesc Castells                                  | 41° 06′ 47″ N, 0° 56′ 12″ E / 41.112952°N,0.936649°E | IPA-9726  | Casa de la Vila (Vilanova d'Escornalbou) · Vegeu més fotos d'aquest monument · Carregueu una nova foto d'aquest monument                           |
| Església sufragània de Sant Joan Baptista      |              | Barroc XVIII                  | Vilanova d'Escornalbou Pl. de l'Església, l'Arbocet                          | 41° 06′ 20″ N, 0° 57′ 43″ E / 41.105498°N,0.962047°E | IPA-9729  | Església sufragània de Sant Joan Baptista (Vilanova d'Escornalbou) · Vegeu més fotos d'aquest monument · Carregueu una nova foto d'aquest monument |
| La Palomera                                    |              | Obra popular XVIII            | Vilanova d'Escornalbou Al límit est del terme, a prop del nucli de l'Arbocet | 41° 06′ 25″ N, 0° 58′ 00″ E / 41.106858°N,0.966649°E | IPA-9730  | La Palomera (Vilanova d'Escornalbou) · Vegeu més fotos d'aquest monument · Carregueu una nova foto d'aquest monument                               |
| Mas d'en Munter, Mas Munter o Mas de l'Olivera |              | Obra popular                  | Vilanova d'Escornalbou Ctra. T-321, km 2                                     | 41° 06′ 28″ N, 0° 57′ 11″ E / 41.107768°N,0.953134°E | IPA-9731  | Masmunter (Vilanova d'Escornalbou) · Vegeu més fotos d'aquest monument · Carregueu una nova foto d'aquest monument                                 |
| Antiga Cooperativa de Vilanova d'Escornalbou   | BCIL 2014    | XX                            | Vilanova d'Escornalbou Avinguda de Reus, 15                                  | 41° 06′ 46″ N, 0° 56′ 22″ E / 41.112848°N,0.939426°E | IPA-42631 | Antiga Cooperativa de Vilanova d'Escornalbou · Vegeu més fotos d'aquest monument · Carregueu una nova foto d'aquest monument                       |
| Molí dels Riuets                               |              | Obra popular XVIII-XX         | Vilanova d'Escornalbou Barranc de la Rifa                                    | 41° 05′ 34″ N, 0° 55′ 36″ E / 41.092907°N,0.926591°E | IPA-43753 | Carregueu una nova foto d'aquest monument |

## Vilaplana
Vegeu la llista de monuments de Vilaplana

## Vinyols i els Arcs
Vegeu la llista de monuments de Vinyols i els Arcs.